# Хьеркуль, Ингвиль
Ингвиль Хьеркуль (норв. Ingvild Kjerkol; род. 18 мая 1975, Схьёрдал, Нур-Трёнделаг) — норвежский политический и государственный деятель. Член Рабочей партии. В прошлом — министр здравоохранения и социального обеспечения (2021—2024), губернатор фюльке Нур-Трёнделаг (2011—2013). Депутат стортинга (парламента Норвегии) с 2013 года.

## Биография
Родилась 18 мая 1975 года в Схьёрдале в фюльке Нур-Трёнделаг. Отец — психолог и политик от Рабочей партии Уле Мейер Хьеркуль (Ole Meier Kjerkol; 1946—2017), мать — медсестра Бодиль Йоханна Хьеркуль (Bodil Johanne Kjerkol; род. 1949).
В 1994 году окончила школу в Схьёрдале. В школьные годы работала уборщицей в ресурсном центре (RO-senteret) коммуны Схьёрдал, которым руководил её отец. В 1994—1995 годах ухаживала за детьми (au pair) французской семьи в Фонтенбло. В 1998 году окончила Норвежский университет естественных и технических наук в Тронхейме, где изучала психологию и информатику, получила степень бакалавра (ex.phil.). В 2001 году окончила Университетский колледж Сёр-Трёнделаг (ныне Норвежский университет естественных и технических наук) по специальности «Техническое обслуживание и ремонт компьютерных систем». В студенческие годы работала сотрудницей магазина.
В 2021 году получила степень магистра управления знаниями в Северном университете.
В 2001—2002 годах работала в сфере ухода за умственно отсталыми в коммуне Схьёрдал. В 2003—2007 годах — учительница французского языка в младших классах средней школы коммуны Схьёрдал. В 2009 году — советник по деловой политике в Allskog (Норвежской ассоциации лесовладельцев) в Тронхейме.
В 2003—2007 годах присяжная, судья и оценщик Апелляционного суда Фростатинга в Тронхейме. В 2009—2013 годах — председатель правления правительственной организации Innovasjon Norge в фюльке Нур-Трёнделаг, в 2012—2013 годах — лидер региональной организации Trøndelagsrådet. Занимала ряд других государственных должностей.

## Политическая карьера
С 1995 по 2011 год — депутат муниципального совета Схьёрдала, в 2003—2009 годах — член исполнительного комитета. С 2003 года — член совета фюльке Нур-Трёнделаг, в 2011—2013 годах — губернатор.
По итогам парламентских выборов 2013 года избрана депутатом стортинга в округе Нур-Трёнделаг. Переизбрана в 2017 и 2021 годах. С 17 июня 2015 года была членом комитета по здравоохранению. После ухода в правительство её замещал Май Бритт Лагесен.
14 октября 2021 года получила портфель министра здравоохранения и социального обеспечения Норвегии в правительстве Стёре. Была обвинена в плагиате при написании магистерской диссертации. Северный университет лишил её учёной степени. Ушла в отставку 19 апреля 2024 года.